# Görzke
Görzke – gmina w Niemczech w kraju związkowym Brandenburgia, w powiecie Potsdam-Mittelmark, wchodzi w skład urzędu Ziesar.
Od roku 1283 do XVIII wieku Görzke było miastem.